# Sierra de Gador
Sierra de Gador är en bergskedja i Spanien.   Den ligger i provinsen Provincia de Almería och regionen Andalusien, i den södra delen av landet, 400 km söder om huvudstaden Madrid.
Sierra de Gador sträcker sig 36 km i öst-västlig riktning. Den högsta punkten är 32 768 meter över havet.
Topografiskt ingår följande toppar i Sierra de Gador:
- Cerro de la Atalaya
- Las Hermanicas
- Loma de la Zarza
- Piorno